# Aponotoreas villosa
Aponotoreas villosa är en fjärilsart som beskrevs av Alfred Philpott 1917b. Aponotoreas villosa ingår i släktet Aponotoreas och familjen mätare. Inga underarter finns listade i Catalogue of Life.